# Boscia

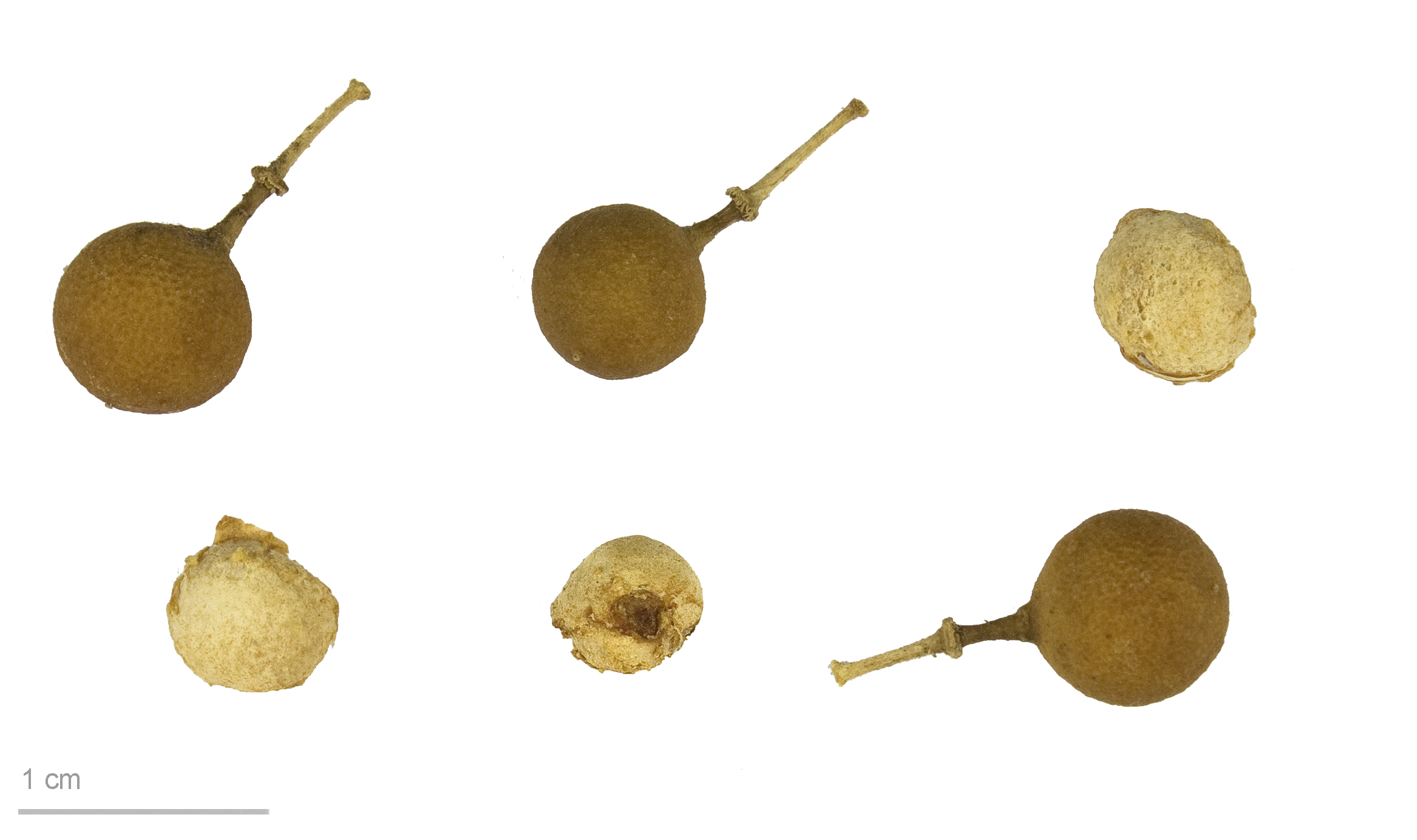
Boscia angustifolia

Boscia  es un género de plantas con flores con unas 35 especies aceptadas, de las casi 100 descritas, de la familia capparaceae.

## Descripción
Son árboles de pequeño a medio tamaño que alcanzan los 5-7 metros de altura con una copa densa. Las hojas son lanceoladas y de corto pedicelo. Las flores pequeñas y muy olorosas agrupadas en densos racimos de color verde amarillento.

## Distribución y hábitat
Nativo de las regiones secas del sur de África, en Botsuana, Zambia, Zimbawe, Mozambique y Sudáfrica.

## Taxonomía
El género fue descrito por Jean-Baptiste Lamarck y publicado en Tableau Encyclopédique et Methodique ... Botanique t. 395. 1793. La especie tipo es: Boscia senegalensis (Pers.) Lam. ex Poir.
Etimología
Boscia: nombre genérico que fue otorgado en honor del botánico Louis-Augustin Bosc d’Antic.

## Especies aceptadas
A continuación se brinda un listado de las especies del género Boscia aceptadas hasta octubre de 2013, ordenadas alfabéticamente. Para cada una se indica el nombre binomial seguido del autor, abreviado según las convenciones y usos.
- Boscia albitrunca (Burch) Gilg & Ben.
- Boscia angustifolia A. Rich., 1831
- Boscia arabica Pestalozii
- Boscia caffra Sond.
- Boscia coriacea Pax, 1891
- Boscia corymbosa Gilg
- Boscia fadeniorum Fici, 1995
- Boscia filipes Gilg, 1904
- Boscia firma Radlk., 1884
- Boscia foetida Schinz
- Boscia longifolia Hadj-Moust., 1965
- Boscia longipedicellata Gilg.
- Boscia madagascariensis (DC.) Hadj-Moust., 1965
- Boscia microphylla Oliv.
- Boscia minimifolia Chiov., 1916
- Boscia mossambicensis Klotzsch, 1861
- Boscia octandra Hochst. ex Radlk., 1884
- Boscia oleoides (Burch. ex DC.) Toelken, 1969
- Boscia pestalozziana Glig, 1904
- Boscia peuchellii Kuntze
- Boscia plantefolii Hadj-Moust., 1965
- Boscia polyantha sensu Roessler
- Boscia rautanenii Schinz
- Boscia rehmanniana Pestal.
- Boscia reticulata Hochst. ex A. Rich.
- Boscia rotundifolia Pax, 1891
- Boscia salicifolia Oliv., 1868
- Boscia senegalensis (Pers.) Lam. ex Poir., 1819
- Boscia tenuifolia A. Chev., 1938
- Boscia tomentella Chiov., 1932
- Boscia tomentosa Toelken, 1969
- Boscia transvaalensis Pest.
- Boscia weltwitschii Gilg

Lista completa de las especies y taxones infraespecíficos descritos y de los aceptados: The Plant List